# Sankt Helena
Sankt Helena er en ø i Sydatlanten. Den er tilknyttet Storbritannien som oversøisk territorium. Territoriet omfatter udover øen Sankt Helena de to øer Ascension og Tristan da Cunha. Siden 1858 har 0,14 km2 af øen været et fransk oversøisk territorium. Øen er 16 km bred og 8 km lang, og har en befolkning på 3.924 indbyggere (2022). FN regner St. Helena som et ikke-selvstyrende område. Øens hovedstad hedder Jamestown og ligger på nordsiden af øen.

## Geografi
St. Helena er et af de mest isolerede steder i verden, med over 2 000 km til nærmeste land.
Øen har et totalt areal på 122 km² og består hovedsagelig af et kuperet terræn af vulkansk oprindelse. Øens højeste punkt er Diana's Peak på 818 moh, som i 1996 blev øens første nationalpark. Der er flere holme udenfor øens kyst, inkluderet Castle Rock, Speery Island, The Needle, Lower Black Rock, Upper Black Rock, Bird Island, Black Rock, Thompson's Valley Island, Peaked Island, Egg Island, Lady's Chair, Lighter Rock (West), Long Ledge, Shore Island, George Island, Rough Rock Island, Flat Rock, The Buoys, Sandy Bay Island, The Chimney, White Bird Island og Frightus Rock, som alle er indenfor én kilometer fra kysten.

### Klima
St. Helena har et tropisk og mildt klima med sin beliggenhed i Benguelastrømmen, og har en konstant passatvind. Klimaet varierer på øen, hvor temperaturen i Jamestown på øens nordlige læside er mellem 20–32 °C om sommeren (januar til april) og 15–26 °C resten af året. Temperaturerne på øens centrum er i gennemsnit 5–6 °C lavere. Jamestown har også en meget lav nedbør, mens det højereliggende land og sydkysten har årlig nedbør på 750 – 1000 mm, og er langt mere skydækket.

### Flora og fauna
St. Helena har mindst 40 plantearter som er endemisk for øen. Øens centrum er dækket af skov, og dele af skoven er plantet og indgår i et projekt der skal genskabe den store skov, der eksisterede før koloniseringen.
Højlandsområderne på øen inkluderer det meste af øens endemiske flora og fauna. Kyststriben er for det meste uden vegetation og består af vulkanske bjergarter. Der findes kun indførte pattedyr, som kaniner, rotter, mus, samt ferale (forvillede) katte og hunde. Da øen blev befolket førte det hurtigt til at blandt andet den endemiske kæmpehærfugl (Upupa antaios) blev udryddet.
St. Helenas nationalfugl, Skt. Helena-præstekrave (Charadrius sanctaehelenae) vises på våbenskjoldet og i flaget.

## Historie

### Opdagelsen af øen
De fleste historiske beretninger fortæller at øen blev opdaget den 21. maj 1502 af den galisiske navigatør João da Nova som sejlede i tjeneste for den portugisiske krone, og at han kaldte den «Santa Helena» efter Helena af Konstantinopel.
Portugiserne fandt øen ubeboet med en overflod af træer og ferskvand. De importerede husdyr, frugttræer og grønsager, og byggede et kapel og et eller to huse. Selv om de ikke etablerede nogen permanent bosætning, var øen et vigtig mødested og madkilde for skibe på rejse fra Asien til Europa.
Englænderen Sir Francis Drake fandt sandsynligvis øen på sin sidste jordomsejling (1577–1580). Videre besøg af andre engelske opdagelsesrejsende fulgte, og da St. Helenas beliggenhed blev mere kendt, begyndte engelske krigsskibe at ligge på lur i området for at angribe karaker fra Portugisisk Indien på vej hjem. Under etableringen af den hollandske Fjerne østen-handel begyndte også hollænderne at besøge øen hyppig. Portugiserne og spaniolerne opgav snart at anløbe øen regelmæssig, delvis fordi de anløb havnene langs den vestafrikanske kyst, men også på grund af hollandske og engelske sømænds angreb på skibe, hærværk af deres kapel og religiøse ikoner, ødelæggelse af husdyr.
De Forenede Nederlande gjorde et formelt krav på St. Helena i 1633, men det er ingen bevis for at de nogensinde okkuperede, koloniserede eller befæstede den. Inden 1651 havde hollænderne hovedsagelig forladt øen i favør af deres koloni ved Kap Det Gode Håb.

### Det britiske Ostindiske kompagni koloniserer øen
I 1657 gav Oliver Cromwell Det britiske Ostindiske kompagni tilladelse til at styre St. Helena, og året efter befæstede selskabet øen og koloniserede den med plantageejere. Den første guvernør, kaptajn John Dutton, kom i 1659, og fra denne dato blev St. Helena Storbritanniens næst ældste koloni (efter Bermuda). Et fort og et hus blev bygget. Efter genoprettelsen af det engelske monarki i 1660 modtog Det britiske Ostindiske kompagni et Royal Charter som gav dem eneret til at befæste og kolonisere øen. Fortet blev omdøbt til James Fort, og byen til Jamestown, til ære for hertugen af York, senere Jakob 2. af England (James II på engelsk).
Det Nederlandske Ostindiske Kompagni overtog øen med magt i januar 1673, men engelske forstærkninger blev sendt, og i maj samme år var øen igen under kontrol af Det britiske Ostindiske kompagni.
Selskabet oplevede vanskeligheder med at tiltrække sig nye bosættere, og uro og oprør opstod blandt indbyggerne. Økologiske problemer, inkluderet skovrydning, jorderosion, skadedyr og tørke, førte til at guvernør Isaac Pyke i 1715 foreslog at befolkningen blev flyttet til Mauritius. Forslaget blev ikke taget til følge, og selskabet fortsatte med at give tilskud til øen på grund af dens strategiske beliggenhed. En folketælling i 1723 registrerede 1.110 mennesker, inkluderet 610 slaver.
Guvernørerne i 1700-tallet prøvede at løse St. Helenas problemer ved at udvide træplantagerne, forbedre fæstningerne, eliminere korruption, bygge et sygehus, håndtere forsømmelse af afgrøder og husdyr, kontrollere forbruget af alkohol og indføre lovreformer. Fra omkring 1770 nød øen en lang periode med velstand. Kaptajn James Cook besøgte St. Helena i 1775 på den sidste etape af hans anden jordomsejling. St. Jameskirken ble rejst i Jamestown i 1774 og i 1791 blev Plantation House bygget, og har siden været det officielle residens for guvernøren.
Edmond Halley besøgte St. Helena i 1676, og opsatte et observatorium med et 7,3 meter langt teleskop, hvor han studerede stjernerne fra den sydlige halvkugle. To år senere blev 22-årige Edmond Halley berømt ved at udgive et katalog over positionerne for 381 af sydhimmelens stjerner, som han havde målt under sit ophold på øen.
Indførelsen af slaver til øen blev ulovlig i 1792. Guvernør Robert Patton (1802–1807) anbefalede at Det britiske Ostindiske kompagni begyndte at importere kinesisk arbejdskraft for at supplere den lokale arbejdsstyrke. Arbejderne kom i 1810, og i løbet af 8 år boede der 600 kinesere på St. Helena. Mange fik lov til å bosætte sig fast på øen, og deres efterkommere blev integreret i befolkningen. En folketælling i 1814 registrerede 3.507 mennesker på øen.

### Napoleons sendes i eksil til St. Helena
Sankt Helena er først og fremmest kendt, fordi Napoleon 1. af Frankrig tilbragte sine sidste år i fangenskab på øen. Området, hvor Napoleon blev holdt fanget, omfatter Longwood House og dets have, Sane Valley og Pavillon des Briars.
Napoleon rykkede ind med 125.000 mænd i Belgien, hvor slaget ved Waterloo den 18. juni 1815 satte en endelig slutstreg for Napoleonskrigene. Det var briterne, under ledelse af Wellington, og prøjserne, under ledelse af Blücher, som der påførte Napoleon Bonaparte det afgørende nederlag. 22. juni abdicerede Napoleon for anden gang, og 9. juli gik han ombord i en britisk krydser for at blive deporteret til St. Helena. Han ankom til øen i oktober 1815 og boede det meste af tiden på Longwood. Her dikterede han sine memoirer, hvor han fremstiller sig som revolutionens søn og frihedens forkæmper. Han døde af mavekræft 5. maj 1821. I løbet af denne periode forblev St. Helena i Det britiske Ostindiske kompagnis besiddelse, men den britiske regering betalte meromkostningerne som følge af bevogtningen af Napoleon. St. Helena var da stærkt bevogtet med britiske tropper og med marineskibe patruljerende rundt om øen. I 1840 blev Napoleons kiste ført til Paris og bisat i Les Invalides.
I 1858 købte den franske kejser Napoleon III på vegne af den franske stat Longwood House og området omkring. Ejendommen er stadig ejet af den franske stat, og administreres af en fransk repræsentant underlagt det franske udenrigsdepartement.
I 1817 viste folketællingen 821 hvide indbyggere, en garnison på 820 mænd, 618 kinesiske gæstearbejdere, 500 frigjorte sorte og 1.540 slaver. I 1818 tog guvernør Hudson Lowe initiativet til frigivelse af slaverne.

### Øen bliver kronkoloni
Under bestemmelserne i «Saint Helena Act» fra 1833 blev kontrollen over øen, med tilhørende befæstninger, fabrikker, offentlige bygninger og ejendomme, overført fra Det britiske ostindiske kompagni til at blive en britisk kronkoloni.Efterfølgende omkostningsreduktioner udløste starten på en langsigtig befolkningsnedgang, hvor de som havde råd, forlod øen for at opnå bedre muligheder andre steder. I den sidste halvdel af 1800-tallet blev dampskibe som ikke var afhængig af passatvindene, introduceret, og åbningen af Suez-kanalen medførte at antallet af skibsanløb til øen faldt fra 1100 i 1855 til 288 i 1889. I 1840 blev der på øen oprettet en britisk marinebase for at kontrollere forbudet mod slavehandel.
En lokal industriproduktion af fiber af den newzealandske hørplante phormium blev genoptaget i 1907, og generede betydelige indtægter under 1. verdenskrig.
Ascension blev underlagt St. Helena i 1922, og Tristan da Cunha fulgte i 1938. Under 2. verdenskrig byggede USA flyvebasen Wideawake Field på Ascension i 1942, men på St. Helena var der ingen militær aktivitet.

### Ændring af statsborgerskabet
Loven om britisk statsborgerskab fra 1981 omklassificerede St. Helena og andre kronkolonier til at være britiske afhængige områder. Øboerne mistede deres status som «statsborgere i Storbritannien og kolonierne», og dermed mistede de retten til arbejdsophold i Storbritannien. I 2002 blev øboernes statsborgerskab genoprettet, og navnet på de afhængige områder blev ændret til Britisk oversøisk territorium.

## Demografi

### Befolkningssammensætning
St. Helena blev først bosat af englænderne i 1659. Befolkningen nedstammer hovedsagelig fra britiske bosættere og soldater, slaver og kinesere. Slaverne blev bragt til øen og kom hovedsagelig fra Afrika, blandt andet fra Kap Verde, Guldkysten og vestkysten af Afrika. Senere blev slaver fra Indien og Madagaskar bragt til øen. I 1792 blev antallet af slaver på øen anset for at være for mange, og ingen blev importeret senere.

I 1840 blev St. Helena en forsyningsbase for den britiske Royal Anti-Slave Squadron som skulle forhindre den atlantiske slavehandel, hovedsagelig til Brasilien, Vestindien og det sydlige USA.
Mange tusinder slaver blev frigivet på øen, hvor ca. 500 blev boende mens resten rejste videre til Vestindien og Cape Town og til slut til Sierra Leone. De første importerede kinesiske arbejdere ankom i 1810 og i 1818 nåede den kinesiske befolkning en top på 618. Efter at den britiske krone overtog øen fra Det britiske ostindiske kompagni i 1834, blev kun et et mindre antal ældre kinesiske mænd tilbage. Flertallet blev sendt tilbage til Kina, men nogle kilder siger de ikke kom længere end til Cape Town.
Befolkningen på St. Helena har statsborgerskab i De britiske oversøiske territorier og 21. maj 2002 fik de også det britiske statsborgerskab tilbage, efter at de blev blevet frataget dette i 1981.
Under perioder med arbejdsløshed har der været et mønster med udvandring fra øen siden begyndelsen af 1800-tallet. De fleste udvandrede til Storbritannien, Sydafrika, og i de første år til Australien. Befolkningen har været synkende siden slutningen af 1980erne, og faldt fra 4.916 i 1998 til 3.867 i 2008. I nyere tid har udvandringen været præget af unge enlige som har fået langvarige arbejdskontrakter på Ascension og Falklandsøerne, men siden genindførelsen af det britiske statsborgerskab i 2002 er udvandringen til Storbritannien øget på baggrund af muligheden for at få en højere løn.
St. Helena er et af de få områder i verden som aldrig har haft registrerede tilfælde af Hiv og Aids.
Antallet af børn i aldersgruppen 0-15 år faldt fra 1.176 i 1998 til 680 i 2008, en nedgang på 496 børn. Aldersgruppens andel af den totale befolkning sank fra 23,7 % i 1998 til 16,2 % i 2008. Andelen af ældre øgedes fra 11,3% til 17,8% i samme periode, og udgør nu 745 personer, en øgning på 183 personer.

### Religion
Den overvejende del befolkningen tilhører Den anglikanske kirke (81 %) og er medlem af Det anglikanske bispedømmet Saint Helena, som inkluderer Ascension. Bispedømmet har egen biskop som er bosat på St. Helena. 150-årsjubilæet for bispedømmet blev fejret i juni 2009, og bispedømmet er det fjerde ældste i Den anglikanske kirken i det sydlige Afrika.Indtil 1960-tallet inkluderede bispedømmet også Tristan da Cunha, men øen blev overført til Kapstaden bispedømme. St James' kirke i Jamestown er fra i 1772.
Domkirken er St. Pauls katedralen, som ligger i distriktet Saint Pauls, lige syd for hovedstaden Jamestown. Kirken blev indviet i 1850 og blev domkirke i 1859, da Det anglikanske bispedømme Saint Helena blev etableret.
Andre kristne trossamfund på øen inkluderer Den katolske kirke (siden 1852), Frelsens Hær (siden 1886), Baptistkirken (siden 1845, 3 % af befolkningen, og i nyere tid, Syvendedagsadventister (siden 1949). Jehovas vidner (6 % af befolkningen). Bahá'i har også være repræsenteret på øen siden 1954.